# Jacob B. Winslow
Jacob Benignus Winsløw, também conhecido como Jacques-Bénigne Winslow (17 de abril de 1669 - 3 de abril de 1760), foi um anatomista francês nascido na Dinamarca.

## Vida
Winsløw nasceu em Odense, Dinamarca. Posteriormente, tornou-se aluno e sucessor de Guichard Joseph Duverney, além de convertido ao catolicismo, naturalizado na França, e finalmente professor de anatomia no Jardin du Roi, em Paris.
Ele admirava muito o bispo Jacques-Bénigne Bossuet, o famoso pregador que foi fundamental em sua conversão, e mudou seu primeiro nome para Bossuet.
Winsløw morreu em Paris.

## Obra
Sua obra principal, com muitas traduções, foi a Exposition anatomique de la structure du corps humain, publicada em 1732. Sua exposição da estrutura do corpo humano se distingue por ser não apenas o primeiro tratado de anatomia descritiva, despojado de detalhes fisiológicos e explicações hipotéticas estranhas ao assunto, mas por ser uma descrição próxima derivada de objetos reais, sem referência aos escritos de anatomistas anteriores. Mais ou menos na mesma época, William Cheselden em Londres, o primeiro Alexander Monro em Edimburgo e Bernhard Siegfried Albinus em Leiden contribuíram com seus vários tratados para tornar a anatomia ainda mais precisa como uma ciência descritiva. A Osteographia do primeiro mencionado foi de grande utilidade para direcionar a atenção para o estudo do esqueleto e as alterações mórbidas a que está sujeito.
Ele abordou a questão dos sinais seguros da morte.
O forame omental, que ele descreveu pela primeira vez, ainda é conhecido sob o nome alternativo de "forame de Winslow".
Jacob Winslow é o primeiro a documentar a existência do forame espinhoso.